# Phasia prarensis
Phasia prarensis là một loài ruồi trong họ Tachinidae.